# 瑪卡萊·卡馬拉
哈賈·瑪卡萊·卡馬拉（法語：Hadja Makalé Camara，1956年—）是幾內亞律師，曾於2016年1月4日至2017年間擔任幾內亞外交部部長。

## 早年生活和教育
卡馬拉於1956年出生在馬木。她於1980年畢業於科納克里賈邁勒·阿卜杜-納瑟大學，並取得勞動法碩士學位。卡馬拉也是韓福瑞研究員（時任美國總統休伯特·韓福瑞設立的獎學金計畫）之一。
1984年，卡馬拉於美國華盛頓的美利堅大學參加為期一年的國際關係和發展管理培訓課程。

## 經歷
1980－1985年間，卡馬拉任職於多個公共服務機構。1986年，卡馬拉被任命為公共服務部勞動監察長，負責勞動法、勞資雙方（工會和雇主）間的仲裁。1991－2002年，卡馬拉為過渡時期國家復興臨時委員會（Comité Transitoire de Redressement National, CTRN）成員。
幾內亞軍事統治期間，卡馬拉被任命為內閣成員，並於1992年就任社會事務、婦女促進和兒童事務國務秘書；1994年就任農業、畜牧業和林業部部長，並於同年擔任達喀爾區域大會全國籌備委員會主席以籌備第四次世界婦女大會。1997年至2000年，卡馬拉任國家就業和人力資源辦公室（ONEMO）秘書，負責指導國家的就業政策。此外，卡馬拉於獅子山內戰期間擔任幾內亞非洲女首長和議員網路（REFAMP/G）秘書長（1997－2002年）。
卡馬拉於2002年被任命為駐塞內加爾、甘比亞、維德角和茅利塔尼亞大使，為期5年。2007年，她派任駐法國、西班牙、摩洛哥大使，並同時擔任該國駐聯合國教科文組織、法語國家及地區國際組織和國際教育局代表。2012－2015年，卡馬拉再次進入REFAMP/G擔任秘書長，推動性別平等和打擊伊波拉病毒疫情。2015年4月，卡馬拉建立幾內亞婦女與青年和平運動（FEMJEUGUIP），協助政治參與者間就選舉日程進行對話。
2015年11月，聯合國安理會1325號決議通過之際，聯合國秘書長特別代表穆罕默德·伊本·錢巴斯邀請卡馬拉針對「幾內亞女性參與政治對話」發表演說。
2016年1月4日，卡馬拉上任阿爾法·孔戴政府的外交和海外僑民部部長，並擔任國家反對生殖器切割委員會成員。
2020年總統選舉中，卡馬拉代表全國聯盟陣線（FAN）參選總統，但最終敗給時任總統孔戴。

## 榮譽
卡馬拉於2008年7月獲頒幾內亞國家功績勳章。

## 外部連結
- 全國聯盟陣線（FAN）的Facebook專頁